# イラショナル・アンセムズ
『イラショナル・アンセムズ』（Irrational Anthems）は、イギリスのヘヴィメタル・バンド、スカイクラッドが1996年に発表した6作目のスタジオ・アルバム。

## 解説
マサカー・レコード移籍第1弾アルバムに当たる。本作の制作当時、バンドは正式ドラマーが不在で、ポール・スミスがセッション・ドラマーとして起用された。「剣の舞」は、アラム・ハチャトゥリアン作のバレエ『ガイーヌ』からの曲のカヴァーである。
『CDジャーナル』のミニ・レビューでは「ケルティックな旋律も円熟味を増し、どの曲もこなれた安堵感がある」と評されている。

## 収録曲
特記なき楽曲は作詞がマーティン・ウォルキーア、作曲がスティーヴ・ラムゼイによる。
1. イニクオリティ・ストリート - Inequality Street – 4:05
2. ザ・ロング・ソング - The Wrong Song – 3:56
3. スネイク・チャーミング - Snake Charming – 4:04
4. ペニー・ドレッドフル - Penny Dreadful – 3:08
  - 作詞：マーティン・ウォルキーア／作曲：グレアム・イングリッシュ
5. ザ・シンフル・アンサンブル - The Sinful Ensemble – 5:21
  - 作詞：マーティン・ウォルキーア／作曲：グレアム・イングリッシュ
6. マイ・マザー・イン・ダークネス - My Mother in Darkness – 4:00
  - 作詞：マーティン・ウォルキーア／作曲：スティーヴ・ラムゼイ、ジェオルジーナ・ビドル
7. ザ・スパイラル・ステアーケース - The Spiral Starecase – 2:23
  - 作曲：ジェオルジーナ・ビドル
8. ノー・デポジット、ノー・リターン - No Deposit, No Return – 4:30
  - 作詞：マーティン・ウォルキーア／作曲：スティーヴ・ラムゼイ、ジェオルジーナ・ビドル
9. 剣の舞 - Sabre Dance – 3:06
  - 作曲：アラム・ハチャトゥリアン
10. アイ・ドゥービアス - I Dubious – 3:12
11. サイエンス・ネヴァー・スリープス - Science Never Sleeps – 5:05
  - 作詞：マーティン・ウォルキーア／作曲：グレアム・イングリッシュ
12. ヒストリー・レスンズ - History Lessens – 3:37
13. クオンティティ・タイム - Quantity Time – 5:14

## 参加ミュージシャン
- マーティン・ウォルキーア - ボーカル
- スティーヴ・ラムゼイ - リードギター、アコースティック・ギター、キーボード、バッキング・ボーカル
- ジェオルジーナ・ビドル - フィドル、キーボード、ピアノ、バッキング・ボーカル
- グレアム・イングリッシュ - ベース、アコースティック・ギター、キーボード、バッキング・ボーカル

アディショナル・ミュージシャン
- ポール・スミス - ドラムス、パーカッション